# ماریام شاهینیان
ماریام شاهینیان (ارمنی: Մարիամ Շահինյան؛ انگلیسی: Maryam Şahinyan) یک عکاس سرشناس ارمنی‌تبار اهل ترکیه بود. که به عنوان نخستین بانوی عکاس استودیوی در ترکیه شناخته می‌شود. وی به زبان‌های فرانسوی، ایتالیایی، ارمنی و ترکی آشنایی داشت.
ماریام شاهینیان نخستین بانوی عکاس ترکیه بود. این بانوی هنرمند در سال‌های ۱۹۳۵–۱۹۸۵ یکه‌تاز هنر عکاسی به ویژه عکاسی از چهره در محیط بستهٔ کارگاهی بود. مجموعهٔ عکس‌هایی که او در کارگاه شخصی خود، به نام گالاتاسرای گردآورد نه تنها چهرهٔ مردم عادی شهر و روستا را از نوجوان گرفته تا سالخورده، در بیش از دویست هزار عکس ثبت کرده، بلکه با مهارت تمام موفق شده تا افکار و حتی رویاهای قهرمانان خود را نیز ثبت کند.
زن‌ها، در سال‌های فعالیت‌های شاهینیان، تنها اجازه داشتند در حضور عکاسی از جنس خود تن‌پوش اسلامی را درآورند و دور از قوانین نوشته و نانوشته اجتماع، امیال، احساسات و افکار شخصی خود را بر چهره منعکس سازند. همین امکان خاص موقعیتی استثنایی برای عکاس فراهم آورد تا با اختصاص بیش از ۷۰ درصد از کارهای خود به بانوان، تصویری کم‌نظیر از جامعهٔ آن روز ترکیه بر جای گذارد.
هاکوپ شاهینیان پاشا، پدر بزرگ ماریام، از نمایندگان نخستین مجلس ترکیه پس از فروپاشی امپراتوری عثمانی بود. خانوادهٔ شاهینیان هنگامی که ماریام تنها چهار سال داشت به گونه ای معجزه آسا از جهنم نسل‌کشی ارمنی‌ها جسته و در خفا از شهر سیواس، زادگاه خود، به استانبول پناه آورده بودند. ماریام شاهینیان، که با نام مریم یا ماریام شاهین اوغلو نیز از او یاد شده، در ۱۹۸۶ میلادی کارگاه گالاتاسرای و عکاسی را در ۷۵ سالگی برای همیشه ترک گفت.
وی در گورستان ارامنه شیشلی به خاک سپرده شد.